# 紅胸太陽魚
紅胸太陽魚為輻鰭魚綱鱸形目鱸亞目太陽魚科的其中一種，分布於北美洲美國及加拿大東部的淡水流域，體長可達30.5公分，棲息在有植被生長、岩石或沙底質的湖泊、溪流等水域，屬肉食性，以昆蟲為食，可作為觀賞魚或遊釣魚。

## 擴展閱讀
維基物種上的相關：紅胸太陽魚